# Bertula tespilalis
Bertula tespilalis är en fjärilsart som beskrevs av Walker 1858. Bertula tespilalis ingår i släktet Bertula och familjen nattflyn. Inga underarter finns listade i Catalogue of Life.